# Второе кругосветное плавание Джеймса Кука
Второе кругосветное плавание Джеймса Кука проходило в 1772—1775 годах и было организовано британским правительством по рекомендации Королевского общества. Его целью было обогнуть земной шар как можно южнее, чтобы окончательно определить, существует ли большой южный материк (Terra Australis). Под командованием Кука находились два корабля, Resolution и Adventure. Первый из них трижды пересекал Южный полярный круг. Дальше всего он заплыл 3 февраля 1774 года, достигнув 71°10' южной широты при 106°54' западной долготы. 
Кук предпринял серию плаваний по Тихому океану, в конце концов доказав, что в умеренных широтах нет Terra Australis. Он посетил остров Пасхи, Маркизские острова, Таити, острова Общества, Ниуэ, острова Тонга, Новые Гебриды, Новую Каледонию, остров Норфолк, остров Пальмерстон, Южные Сандвичевы острова и Южную Георгию, многие из которых были названы именно им. Кук доказал, что Terra Australis Incognita — миф, и предсказал, что за ледяным барьером скрывается Антарктида.

## Цели экспедиции
Вторая экспедиция Кука (1772—1775) была связана с географическими и политическими проблемами начального этапа европейской экспансии в южных морях. В ту эпоху французы снарядили для поисков Южного материка четыре экспедиции — Бугенвиля, Сюрвиля, Мариона-Дюфрена и Кергелена. О результатах этих плаваний (кроме экспедиции Бугенвиля) в Лондоне ещё не знали, что добавляло беспокойства. Решено было послать два корабля и поставить во главе экспедиции капитана Кука, успехи которого произвели огромное впечатление в английском обществе. Адмиралтейство так спешило с этим делом, что Куку дали после составления им подробного отчёта о первом путешествии только три недели отдыха (в декабре 1771 года).
Кук так описывает свои инструкции в дневнике:

...Инструкция вменяла мне в обязанность принять под своё командование «Эдвенчур», немедленно следовать к острову Мадейра, запастись там вином и продолжать путь к мысу Доброй Надежды. Пополнив там наши запасы всем необходимым для дальнейшего плавания, я должен был отправиться к югу в поисках мыса Сирконсисьон, который, по данным Буве, был расположен на 54° ю. ш. и 11°20' в. д. Обнаружив этот мыс, я обязан был установить, является ли он частью южного материка... или оконечностью сравнительно небольшого острова.
В первом случае новооткрытые земли надлежало обследовать самым детальным образом, имея в виду потребности навигационной практики и торговли и значение подобного рода исследований для науки. Если бы эти земли оказались обитаемыми, я должен был определить численность туземного населения, собрать сведения о характере, нравах и обычаях жителей и вступить с ними в дружественные сношения. Для этой цели необходимо было щедро раздавать подарки и привлекать туземцев к торговым операциям. При всех обстоятельствах следовало относиться к местным жителям заботливо и предупредительно.
Я обязан был приложить все усилия для того, чтобы открыть новые территории на юге, следуя либо в восточном, либо в западном направлении, по моему собственному усмотрению. Нужно было при этом держаться наиболее высоких широт и плыть к южному полюсу до тех пор, пока это позволят наши запасы, состояние здоровья команды и состояние самих кораблей. При любых обстоятельствах необходимо было иметь на борту резервный запас продовольствия, достаточный для благополучного возвращения на родину в Англию.
Во втором случае, если бы мыс Сирконсисьон оказался только частью острова, я должен был точно определить его положение. Затем, найду я его или не найду, я должен был держать курс на юг, пока ещё будут надежды на открытие Южного материка. Тогда я должен был взять курс на восток и обследовать в поисках ещё неоткрытых земель неизведанные части южного полушария.
Плавая в высоких широтах, возможно ближе к южному полюсу, я должен был обойти вокруг земного шара, вернуться к мысу Доброй Надежды, а оттуда следовать в Спидхед.
Я мог, если бы плавание на высоких широтах в неблагоприятное время года оказалось опасным, временно возвратиться в заранее избранный пункт, расположенный севернее, чтобы дать отдых людям и ремонтировать суда. Однако инструкция требовала, чтобы из этого пункта корабли при первой же возможности вновь направились к югу. Если бы «Резолюшн» погиб в пути, плавание следовало продолжать на «Эдвенчуре».

## Состав экспедиции
Был ещё один кандидат на должность начальника экспедиции — Джозеф Банкс. Однако в ходе подготовки экспедиции между ним и Адмиралтейством возникли разногласия, так что Банкс отказался участвовать в плавании. Кук получил два корабля — «Резолюшн» водоизмещением 462 тонны, которому отводилась роль флагмана, и «Эдвенчур», имевший водоизмещение 350 тонн. Капитаном на «Резолюшн» стал сам Кук, на «Эдвенчур» — Тобиас Фюрно. Лейтенантами на «Резолюшн» были Джон Купер, Ричард Пикерсгилл и Чарльз Клерк.
В экспедиции принимали участие натуралисты Иоганн Рейнхольд и Георг Форстеры (отец и сын), астрономы Уильям Уэллс и Уильям Бэйли, художник Уильям Ходжес.

## Ход экспедиции

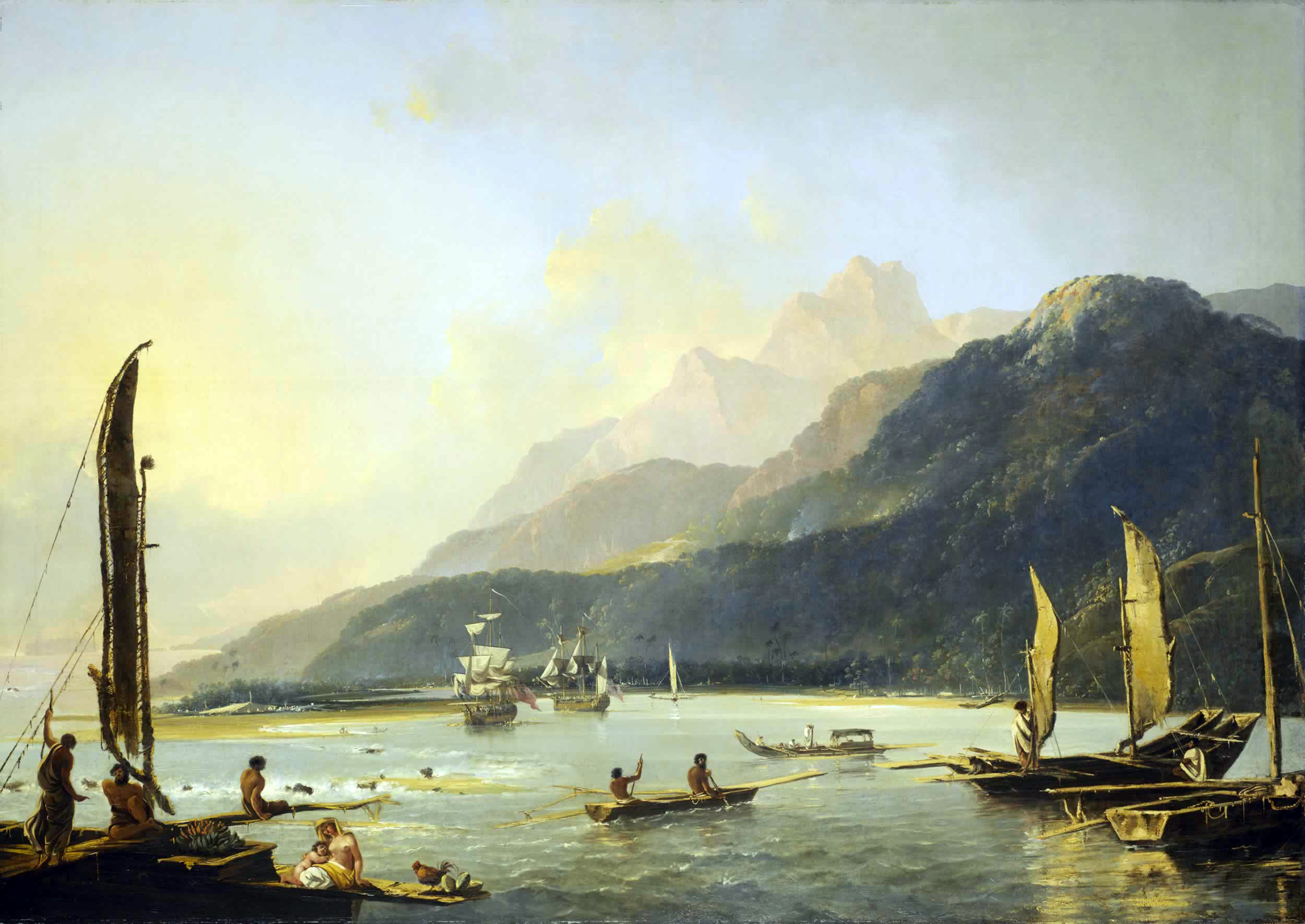
«Резолюшн» и «Эдвенчур» в заливе Матавай (Таити). Картина Уильяма Ходжеса, 1776

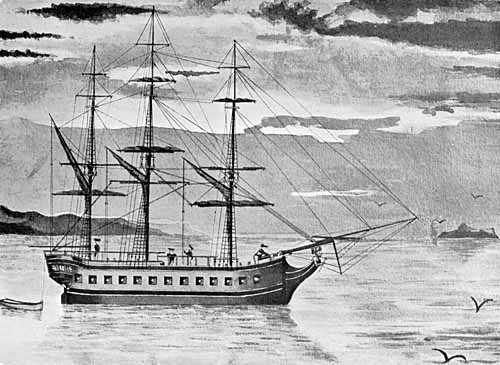
«Резолюшн». Рисунок Джона Мюррея, 1907

13 июля 1772 года корабли вышли из Плимута. В Кейптауне, куда прибыли 30 октября 1772 года, к экспедиции присоединился ботаник Андерс Спаррман. 22 ноября корабли покинули Кейптаун, взяв курс на юг.
В течение двух недель Кук искал так называемый остров Обрезания — землю, увиденную Буве, но оставшуюся без точных координат. Предположительно этот остров находился в 1700 милях южнее мыса Доброй Надежды. Поиски ничего не дали, и Кук отправился дальше на юг. 17 января 1773 года корабли пересекли (впервые в истории) Южный полярный круг. 8 февраля, во время шторма, они потеряли друг друга. Кук в течение трёх дней курсировал, пытаясь найти «Эдвенчур», потом повёл «Резолюшн» на юго-восток до 60-й параллели и повернул на восток, а 17 марта взял курс на Новую Зеландию. Шесть недель путешественники провели на якорной стоянке в заливе Туманный, занимаясь исследованиями этого залива и восстанавливая силы, после чего двинулись в залив Шарлотты — заранее обговоренное на случай потери место встречи.
Фюрно двинулся к восточному побережью Тасмании, чтобы установить, является ли она частью австралийского материка или самостоятельным островом. Он пришёл к ошибочному решению, что Тасмания — часть Австралии, и повёл «Эдвенчур» к месту встречи в залив Шарлотты.
7 июня 1773 года корабли вместе отплыли на запад. Кук хотел посвятить зиму исследованию малоизученных районов Тихого океана, прилегающих к Новой Зеландии, но из-за обострения цинги на «Эдвенчуре» пришлось остановиться на Таити. Там благодаря фруктам удалось вылечить всех цинготных больных. Затем Кук посетил остров Хуахине, где смог купить примерно 300 свиней. Хотя с островитянами и их вождём были установлены прекрасные отношения, некоторые члены экспедиции подверглись на этом острове нападениям. Так, 6 сентября матрос Спарман был ограблен и избит, угрозе нападения подвергся и сам Кук. 7 сентября, перед самым отплытием, к экспедиции присоединился Омай, житель близлежащего острова Ульетеа, куда Кук собирался сразу после Хуахине.
Ульетеа увидели вечером того же дня. На этом острове было куплено столько свиней, что их общее количество, по оценкам Кука, достигло 400 голов. На Ульетеа Кук взял с собой ещё одного островитянина по имени Эдидей. Затем мореплаватели посетили острова Эуа и Тонгатабу. Их жители так поразили Кука своим дружелюбием и доверием, что он назвал эти острова вместе с третьим островом, находящимся неподалёку, островами Дружбы. Это название, утратившее впоследствии статус официального, употребляется до сих пор.

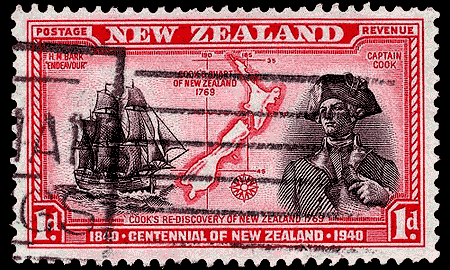
Джеймс Кук на почтовой марке Новой Зеландии, 1940.

У берегов Новой Зеландии корабли попали в шторм и снова разошлись. Переждав шторм в проливе Кука, «Резолюшн» вернулся в залив Шарлотты, условленное место встречи, но «Эдвенчура» там ещё не было. Во время трёхнедельного ожидания англичане стали свидетелями сцен каннибализма среди местных жителей. Не дождавшись «Эдвенчура», Кук двинулся на юг, оставив на берегу записку для капитана Фюрно. В ней Кук обозначил места, которые собирался посетить после возвращения из полярных морей, и предложил Фюрно либо попытаться встретиться, либо вернуться в Англию. «Эдвенчур» пришёл в залив Шарлотты спустя неделю после отплытия Кука. 17 декабря 1773 года восемь матросов во главе с двумя боцманами, направленные на берег за свежими овощами, были убиты и съедены новозеландцами. Капитан Фюрно решил вернуться в Англию.
Кук снова отправился в полярные воды и 21 декабря 1773 года второй раз пересёк Южный полярный круг. 30 января 1774 года «Резолюшн» достиг 71° 10' ю. ш., где путь был преграждён сплошным полем пакового льда. Это была самая южная точка, которую удалось достичь Куку за все время его путешествий. Посетив остров Пасхи (12 марта 1774 года) и Маркизские острова (7 апреля), «Резолюшн» 22 апреля снова подошёл к берегам Таити. Там Кук стал свидетелем подготовки таитян к войне с жителями соседнего острова Муреа. Особенное впечатление на экспедицию произвёл таитянский военный флот.
После Таити Кук посетил острова Хуахине и Раиатеа, острова Дружбы и архипелаг Фиджи, где произошло несколько стычек с аборигенами. 3 сентября была открыта Новая Каледония. 18 октября Кук в третий раз встал на якорь в заливе Шарлотты и пробыл там до 10 ноября, после чего направился на восток через Тихий океан. 17 декабря он достиг Магелланова пролива. В Атлантическом океане была открыта Южная Георгия, но и на этот раз достичь Антарктиды не удалось.
21 марта 1775 года Кук вернулся в Кейптаун для ремонта, где получил записку, оставленную ему капитаном Фюрно. Из Кейптауна «Резолюшн» направился в Англию и 30 июля вошёл в Спитхед.
Результаты экспедиции
В ходе плавания Кук открыл ряд островов и архипелагов в Тихом океане, доказал, что в южных умеренных широтах нет новых значительных земель, и, следовательно, продолжать поиски в этом направлении нет смысла. Хотя реальный южный материк, Антарктида, так и не был открыт, было установлено, что в любом случае он бесполезен для колониальной экспансии.